# Assault Lily
Assault Lily (アサルトリリィ Asaruto riryi?) es un proyecto de medios japonés que consiste principalmente en dos líneas de figuras de juguetes tituladas Assault Lily y Custom Lily. Se han publicado dos novelas, la primera titulada Assault Lily: Ichiryūtai, Shutsugeki Shimasu! (アサルトリリィ～一柳隊、出撃します！～?), fue lanzada en junio de 2015 y la segunda Assault Lily Arms (アサルトリリィ アームズ?) en julio de 2017. Una adaptación al anime titulada Assault Lily Bouquet y producida por el estudio Shaft originalmente se iba a estrenar en julio de 2020, pero a causa de la pandemia del Covid-19, fue retrasada para octubre de este mismo año.

## Personajes
Riri Hitotsuyanagi (一柳梨璃 Hitotsuyanagi Riri?)
 Seiyū: Hikaru Akao
Yuyu Shirai (白井夢結 Shirai Yuyu?)
 Seiyū: Yūko Natsuyoshi
Kaede Johan Nouvelle (楓・J・ヌーベル?)
 Seiyū: Mikako Izawa
Fumi Futagawa (二川二水 Futagawa Fumi?)
 Seiyū: Rimi Nishimoto
Tazusa Andō (安藤鶴紗 Andō Tazusa?)
 Seiyū: Risa Tsumugi
Thi Mai Yoshimura (吉村・Thi・梅?)
 Seiyū: Haruki Iwata
Kuo Shenlin (郭神琳 Sherlin Kuo?)
 Seiyū: Sana Hoshimori
Wang Yujia (王雨嘉 Yujia Wang?)
 Seiyū: Hikaru Tohno
Miliam Hildegard von Globius (ミリアム・ヒルデガルド・V・グロピウス?)
 Seiyū: Karin Takahashi

## Producción y lanzamiento
El 13 de octubre de 2019 se anunció una adaptación a la serie de anime titulada Assault Lily Bouquet. La serie fue producida por Shaft, dirigida por Shouji Saeki y dirigida por Hajime Ootani, con Mieko Hosoi diseñando los personajes. Akito Matsuda compuso la música, y tanto Saeki como Shaft, bajo el seudónimo de Fuyashi Tō, figuran en la composición de la serie. El propio Saeki escribió los guiones de todos los episodios. Kazuya Shiotsuki (Shaft), Sayuri Sakimoto y Kentarou Tokiwa fueron los directores de animación principales; y tras el episodio 8, Akihisa Takano (Shaft) se unió como cuarto director de animación principal.
Raise A Suilen interpretó el tema de apertura «Sacred world».. Hitotsuyanagi-tai, una unidad compuesta por los personajes principales, interpretó el primer tema de cierre, "Edel Lilie", en los episodios 1-4, 6-7 y 10-12. Hikaru Akao y Yūko Natsuyoshi interpretaron el segundo tema de cierre, "Heart + Heart", para el episodio 5, interpretando a sus personajes Riri Hitotsuyanagi y Yuyu Shirai, respectivamente. Hitotsuyanagi-tai interpretó el tercer tema de cierre, "GROWING*", para el episodio 8, y Miku Itō interpretó el cuarto tema de cierre, "Mabataki", para el episodio 9, interpretando a su personaje Yuri Hitotsuyanagi.
La serie estaba originalmente programada para estrenarse en julio de 2020, pero debido a la pandemia de COVID-19, se emitió del 2 de octubre al 25 de diciembre de 2020 en TBS y BS-TBS. Funimation obtuvo la licencia de la serie y la transmitió en su sitio web en América del Norte y las Islas Británicas.